# Amiternum (Sannio)
Amiternum era un'antica città sannita, che probabilmente si trovava nel territorio dell'attuale comune di Sant'Elia Fiumerapido (FR), da non confondere con l'omonima città sabina Amiternum, patria di Sallustio.

## Collocazione
La città si trovava a metà strada fra Interamna Lirenas, a sud di Casinum, e Atina, città sannite, o in località Santa Maria Maggiore nel comune di Sant'Elia Fiumerapido o, più certamente, dato il ritrovamento di estesi resti di fortificazioni megalitiche poligonali, in località Casalucense.

## Storia
Notizie riguardanti la città sannitica di Amiternum risalgono alla terza guerra sannitica, quando, nel 293 a.C. il console romano Spurio Carvilio Massimo la conquistò uccidendo 2800 nemici, facendo 4270 prigionieri e distruggendo la città.